# Scarabaeus gariepinus
Scarabaeus gariepinus là một loài bọ cánh cứng trong họ Bọ hung (Scarabaeidae).